# Extreme Rules 2016
Extreme Rules (2016) was een professioneel worstel-pay-per-view (PPV) en WWE Network evenement dat georganiseerd werd door WWE. Het was de achtste editie van Extreme Rules en vond plaats op 22 mei 2016 in het Prudential Center in Newark, New Jersey.

## Matches
| Nr. | Match | Winnaar(s)         | Opmerkingen                                                      | Bron  |
| --- | --- | ------------------ | ---------------------------------------------------------------- | ----- |
| 1p  | Baron Corbin vs. Dolph Ziggler                                                                                 | Baron Corbin       | Dit was een No Disqualification match.                           | [ 2 ] |
| 2   | Gallows & Anderson vs. The Usos (Jimmy & Jey Uso)                                                              | Gallows & Anderson | Dit was een Tornado Tag Team match.                              | [ 2 ] |
| 3   | Rusev (met Lana) vs. Kalisto (c)                                                                               | Rusev (nc)         | Eén-op-één match voor het WWE United States Championship.        | [ 2 ] |
| 4   | The New Day (Big E & Xavier Woods) (c) (met Kofi Kingston) vs. The Vaudevillains (Aiden English & Simon Gotch) | The New Day        | Tag team match voor het WWE Tag Team Championship.               | [ 2 ] |
| 5   | The Miz (c) (met Maryse) vs. Cesaro vs. Kevin Owens vs. Sami Zayn                                              | The Miz            | Fatal 4-Way match voor het WWE Intercontinental Championship.    | [ 2 ] |
| 6   | Dean Ambrose vs. Chris Jericho                                                                                 | Dean Ambrose       | Dit was een Asylum match.                                        | [ 2 ] |
| 7   | Charlotte (c) vs. Natalya                                                                                      | Charlotte          | Dit was een submission match voor het WWE Women's Championship.  | [ 2 ] |
| 8   | Roman Reigns (c) vs. AJ Styles                                                                                 | Roman Reigns       | Extreme Rules match voor het WWE World Heavyweight Championship. | [ 2 ] |